# Маневицький район
Мане́вицький район — адміністративна одиниця на сході Волинської області України. Адміністративний центр — селище міського типу Маневичі. У 2020 році, внаслідок адміністративної реформи район увійшов до Камінь-Каширського району, один з трьох районів, що сформував новостворений район, найпівденніший із них, південна частина району відійшла до новоствореного Луцького району.

## Географія
Район є одним з найбільших в області, його територія становить 2265 км².
Район розташований у східній частині області, межує на півночі з Камінь-Каширським, на заході — Рожищенським і Ковельським, на півдні — Ківерцівським районами, на сході з Володимирецьким районом Рівненської області.
На території району — 18 озер, протікає — 21 річка, найбільші з яких: Стохід та Стир.
Найбільші озера — Тросне, Охнич, Глибоке, Глинське.
62 % або 137 тис. га території району покриті лісом. Це обумовило розвиток лісового господарства. В районі працюють три державні та один міжгосподарський лісгоспи, державне лісомисливське господарство «Борове».
На початку 2002 року на лісових угіддях району створено Черемський природний заповідник.

## Транспорт
Маневицький район зручно розміщений на перетині залізничного та автомобільних шляхів E373 (Київ — Ковель — Варшава) та Р14 (Луцьк — Пінськ), Т 1802 за 130 км від митного переходу Ягодин на кордоні з Республікою Польща та за 83 км від митного поста «Дольськ» на кордоні з Республікою Білорусь.
Залізнична лінія Ковель — Сарни, залізничні станції: Троянівка та Чорторийськ. Також низка зупинних пунктів: 397 км, Ведмежка, Майдан, Польська Гора та Рись.

## Історія
Першу писемну згадку про населені пункти Маневиччини зустрічаємо в «Літописі Руському» за 1100 рік, коли на історичному з'їзді в Увітичах князь Святополк віддає Давиду Ігоровичу містечка Дубно і Чорторийськ.
До найдавніших в районі належать села Городок (XII ст., у писемних джерелах — Чернечгородок), Колки (перша назва Романів).
Містечко Маневичі виникло у 1892 році як залізнична станція під час будівництва залізниці Ковель-Сарни. Названо за назвою поблизького села (тепер — с. Прилісне). У 30-х роках XX ст. швидко розростається завдяки розвитку промисловості. Зокрема тут будується одна з паркетних фабрик бельгійського фабриканта Ля Шепеля. Існували пекарні, невеличкі м'ясокомбінати, котрими володіла сім'я Климчуків.
У часи Другої світової війни на території окупованого Маневицького району цивільні органи управління ОУН діяли в 60 % населених пунктів.

## Адміністративний устрій
Маневицький район утворено у 1940 році, в сучасних межах функціонує з 1965 року. 05.02.1965 Указом Президії Верховної Ради Української РСР передано Холоневичівську сільраду Маневицького району до складу Ківерцівського району, а Галузійську та Серхівську Володимирецького району Рівненської області — до складу Маневицького району Волинської області.
В районі 69 сіл та 2 селища міського типу Маневичі і Колки, які відповідно до адміністративно-територіального устрою утворюють 30 сільських і 2 селищні ради. Найстаріше поселення — село Старий Чорторийськ в 2000 році відмітило своє 900-річчя.
Кількість рад:
- селищних — 2
- сільських — 30

## Населені пункти
Кількість населених пунктів:
- селищ міського типу — 2 (Колки — 5 100, Маневичі)
- сіл — 69

Всього нараховується 71 населений пункт.

## Демографія
Населення району становить близько 57,4 тис. осіб (станом на 2005 рік), в тому числі міського населення близько 14 тис. Всього в районі налічується 71 населений пункт.
Населення 55,9 тис. чоловік, що становить 5,40 % від населення області, із них міського населення 14,2 тис. чол. (25 %), сільське населення 41,7 тис. чол. (74,5 %), чоловіків 27,4 тис. чол. (48,7 %), жінок 29,4 тис. чол. (52,1 %)

## Економіка
Серед господарського комплексу належне місце займає сільгоспвиробництво. В районі діє 27 сільськогосподарських підприємств усіх форм власності 27, 3 фермерських господарства, 14,3 тис. од. господарств населення. Площа сільськогосподарських угідь становить 73,14 тис. га.
На території працюють 4 промислових підприємства, зареєстровано 98 малих підприємств та 939 підприємців-фізичних осіб.

## Природоохоронні території

### Природні заповідники
Черемський (загальнодержавного значення).

### Ботанічні заказники
Вовчицький, Колодіївський, Костюхнівський, Маневицький, Софіянівський (загальнодержавного значення), Урочище Суничник (загальнодержавного значення), Череваський.

### Гідрологічні заказники
Озеро Болотне, Світлий.

### Загальнозоологічні заказники
Городоцький, Лазнища, Локоття, Маневицький, Рись (загальнодержавного значення), Тельчівський, Соф'янівський резерват, Чорторийський.

### Ландшафтні заказники
Градиський, Граддівський, Кашівський, Красновільський, Кручене озеро (загальнодержавного значення), Майдан, Осницький, Рудниківський, Стохід (загальнодержавного значення), Урочище Джерела (загальнодержавного значення).

### Лісові заказники
Березовий гай, Березово-Вільховий, Граддівська дубина, Дубина, Заріччя, Карасинський, Маневицький, Рудниківський.

### Орнітологічні заказники
Вовча будка, Вовчецький, Чорна долина, Чорний бусел.

### Ботанічні пам'ятки природи
Болітце, Городоцький ялинник, Дуб звичайний, Дуб звичайний-2, Дуб звичайний-3, Журавичівська, Красний дуб, Криничка, Оконський ялинник, Сосна звичайна, Соснова субір, Чорторийський ялинник.

### Гідрологічні пам'ятки природи
Криничка, Оконські джерела.

### Заповідні урочища
Озеро Глибоцьке.

## Політика
25 травня 2014 року відбулися Президентські вибори України. У межах Маневицького району було створено 78 виборчих дільниць. Явка на виборах складала — 77,83 % (проголосували 31 576 із 40 570 виборців). Найбільшу кількість голосів отримав Петро Порошенко — 42,35 % (13 371 виборців); Юлія Тимошенко — 25,94 % (8 190 виборців), Олег Ляшко — 16,01 % (5 055 виборців), Анатолій Гриценко — 5,73 % (1 808 виборців). Решта кандидатів набрали меншу кількість голосів. Кількість недійсних або зіпсованих бюлетенів — 1,09 %.

## Пам'ятки архітектури
Маневицький край належить до цікавих історичних сторінок Волині. В районі нараховується 274 об'єкти культурної спадщини національного і місцевого значення. З них: археологічних — 80, історії та монументального мистецтва — 122, архітектури та містобудування — 24.
Особливе враження складають 48 природно-заповідних об'єктів, з яких 7 набули загальнодержавної ваги.
П'ять об'єктів архітектури та містобудування занесено до Державного реєстру:
- Домініканський костел (1639 р.), нині діючий Хресто-Воздвиженський чоловічий монастир — с. Старий Чорторийськ;
- Михайлівський храм (1691 р.) — с. Карасин;
- Преображенський храм (1600 р.) — с. Четвертня;
- Дзвіниця Преображенського храму — с. Четвертня;
- Дзвіниця храму Різдва — с. Троянівка.

### Інші
- Див. також: Перелік пам'яток історії Маневицького району
- Див. також: Перелік пам'яток археології Маневицького району
- Див. також: Перелік пам'яток монументального мистецтва Маневицького району
- Костел Преображення Господнього (1934), Маневичі
- Залізничний вокзал (1905), Маневичі
- Оконські джерела, Оконськ
- Польська гора та військовий цвинтар польських легіонерів, Костюхнівка
- Городище (ХІ-ХІІІ ст.), Старий Чорторийськ
- Черемський природний заповідник, Замостя
- Майстерня народних умільців по ткацтву, с. Велика Яблунька. Керівник — Гладун Ніна Данилівна

## Музеї
- Маневицький краєзнавчий музей, смт. Маневичі, вул. Незалежності, 22
- Музейна кімната в загальноосвітній школі І-ІІІ ступенів селища Колки.

В усіх загальноосвітніх школах району обладнані кімнати історії села.

## Персоналії
- Бутейко Антон Денисович

## Світлини

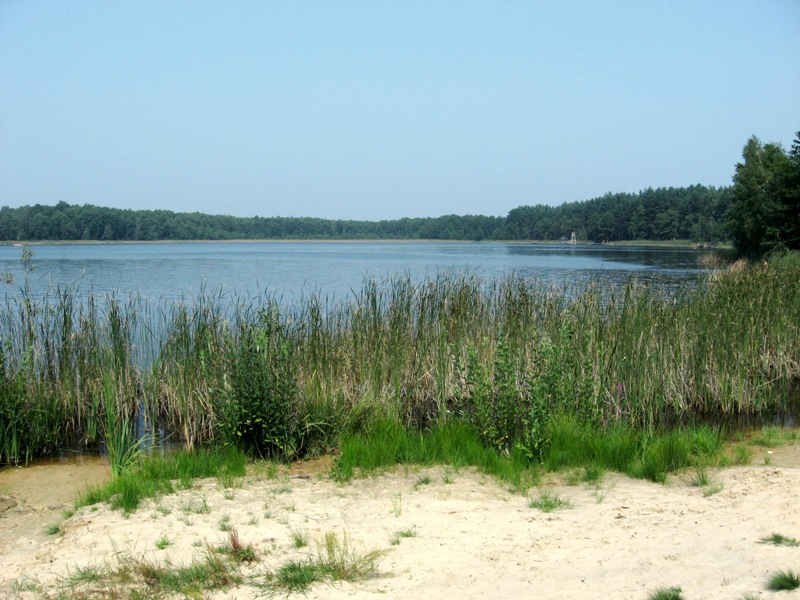
Озеро Тросне
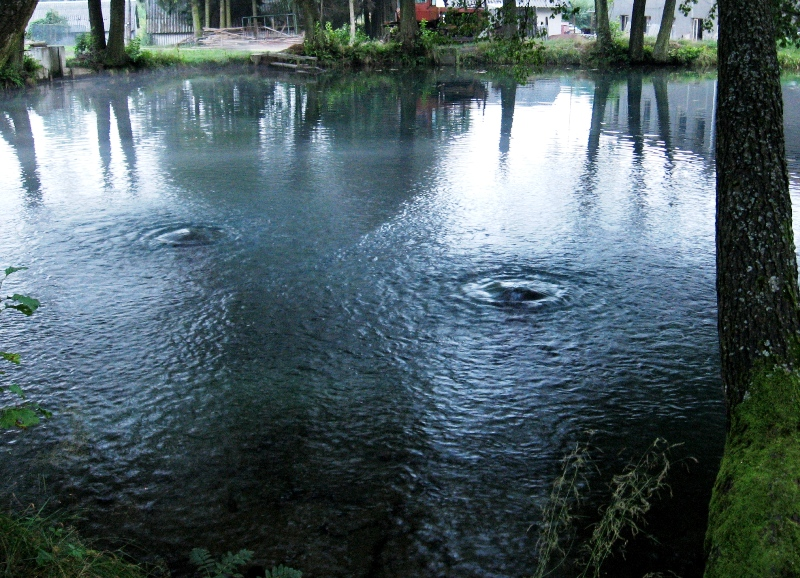
Оконські джерела
Залізничний вокзал у Маневичах
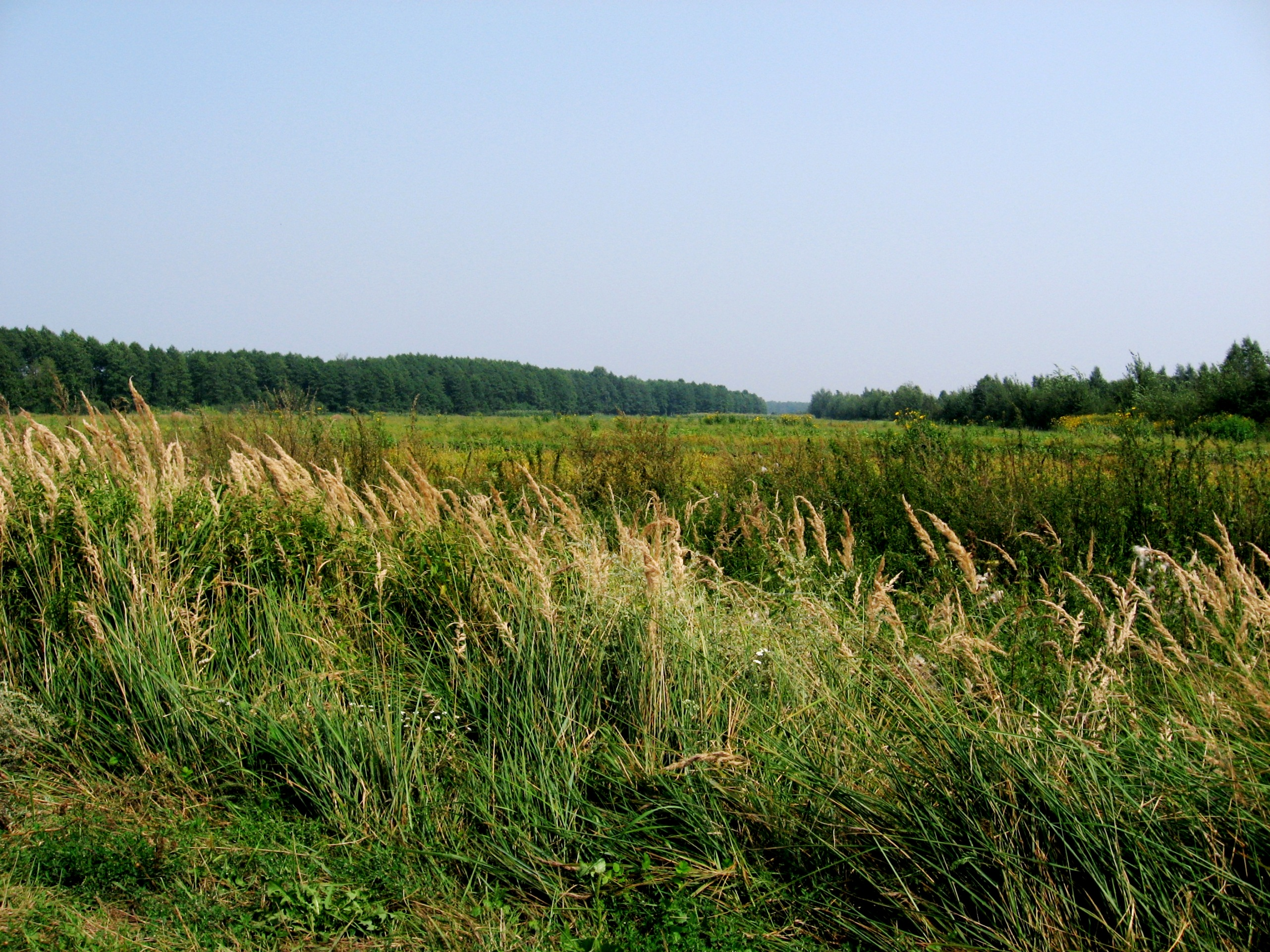
Черемський природний заповідник
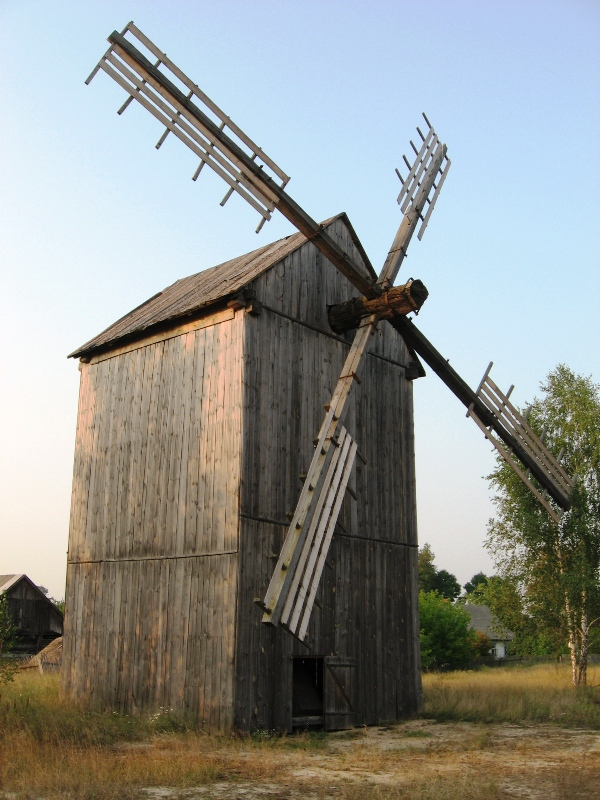
Вітряк у Карасині
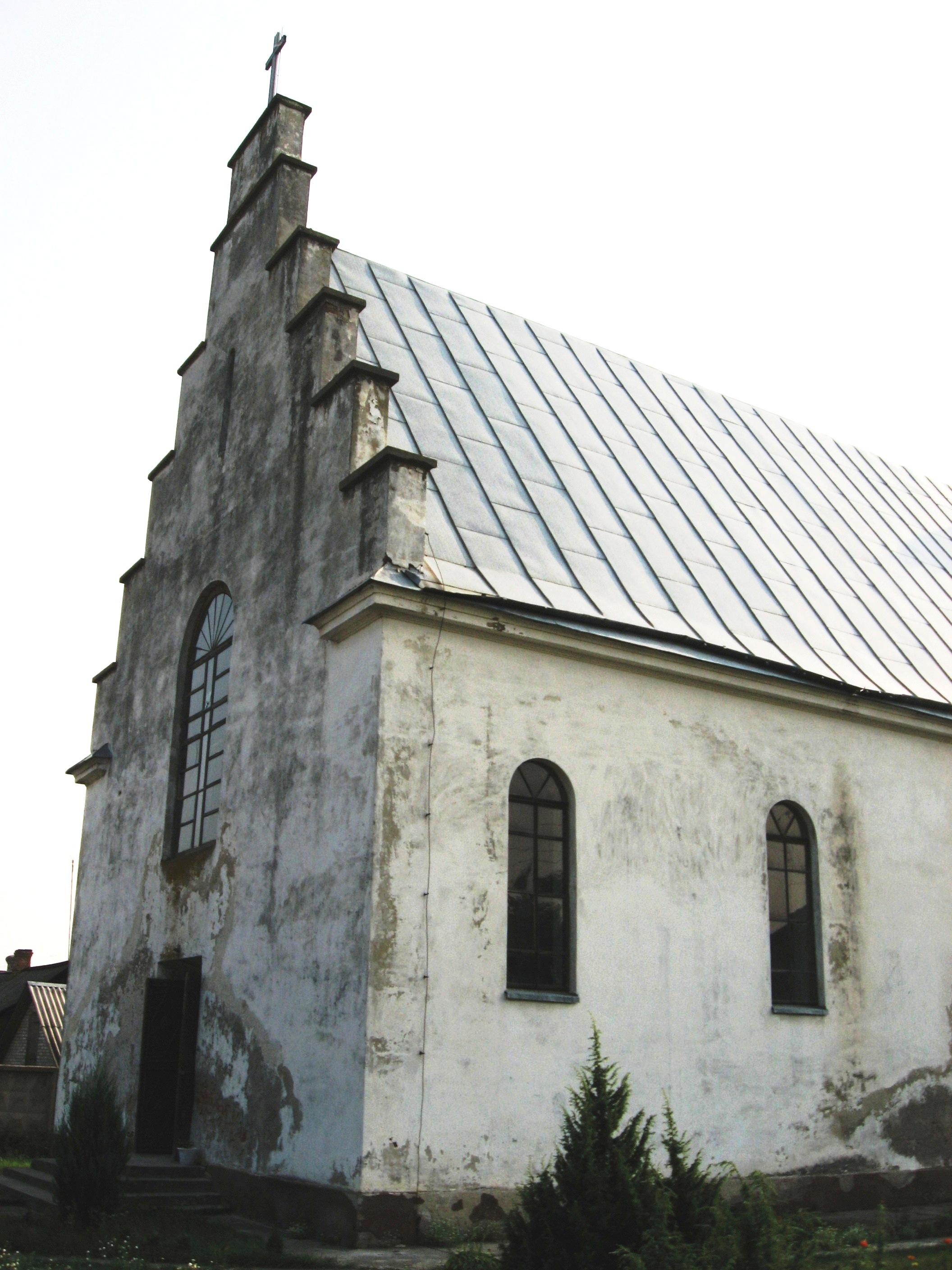
Римо-католицький костел у Маневичах
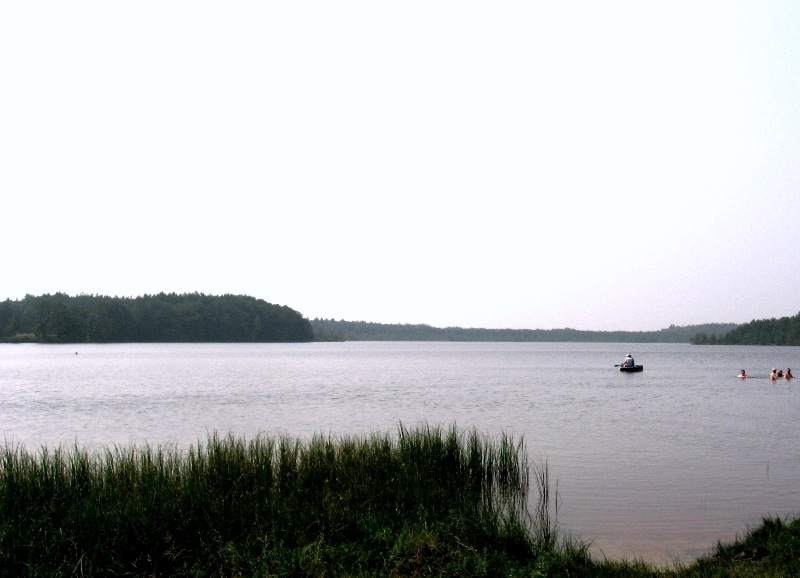
Озеро Охнич
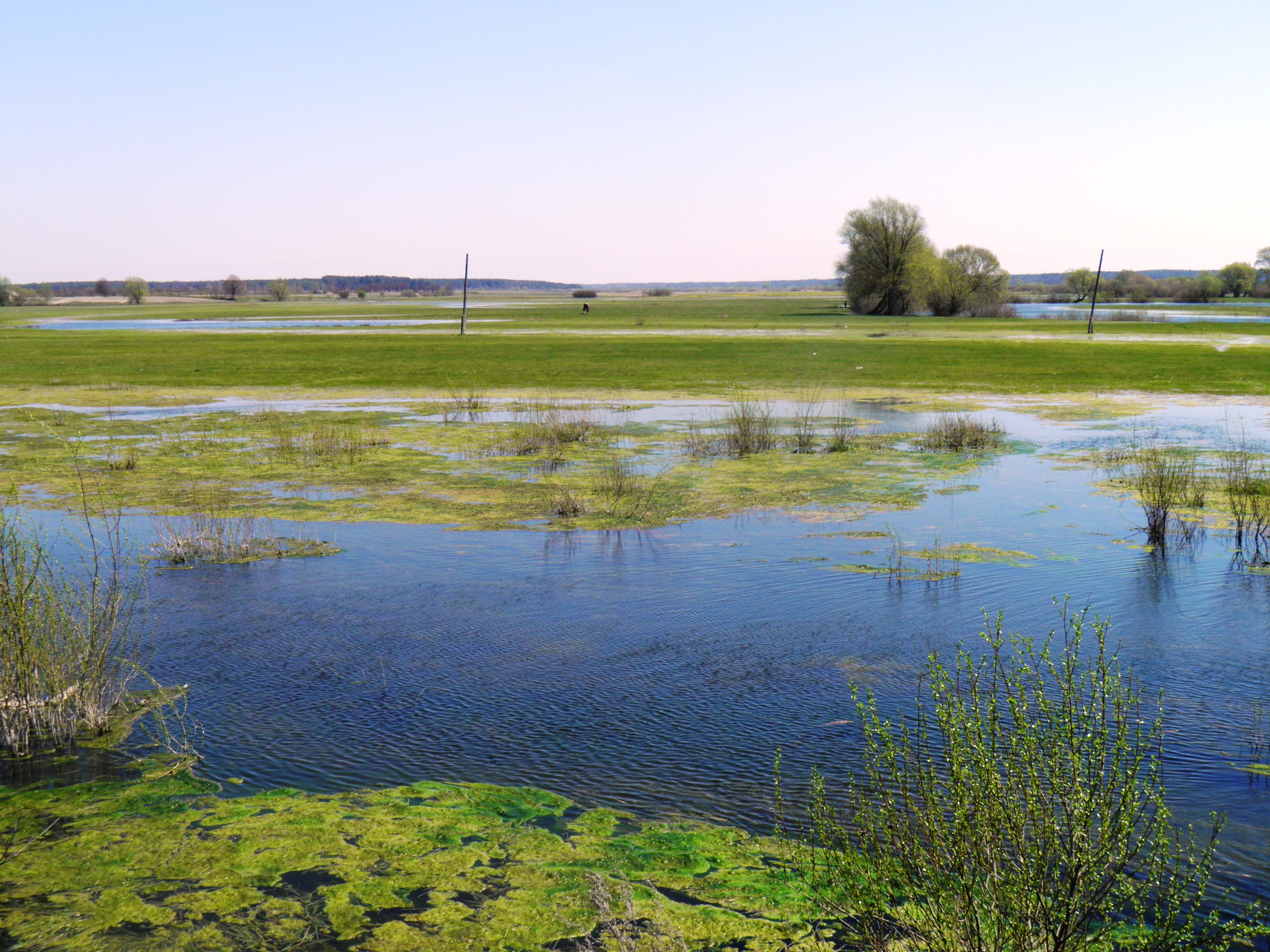
Долина Стиру під Колками
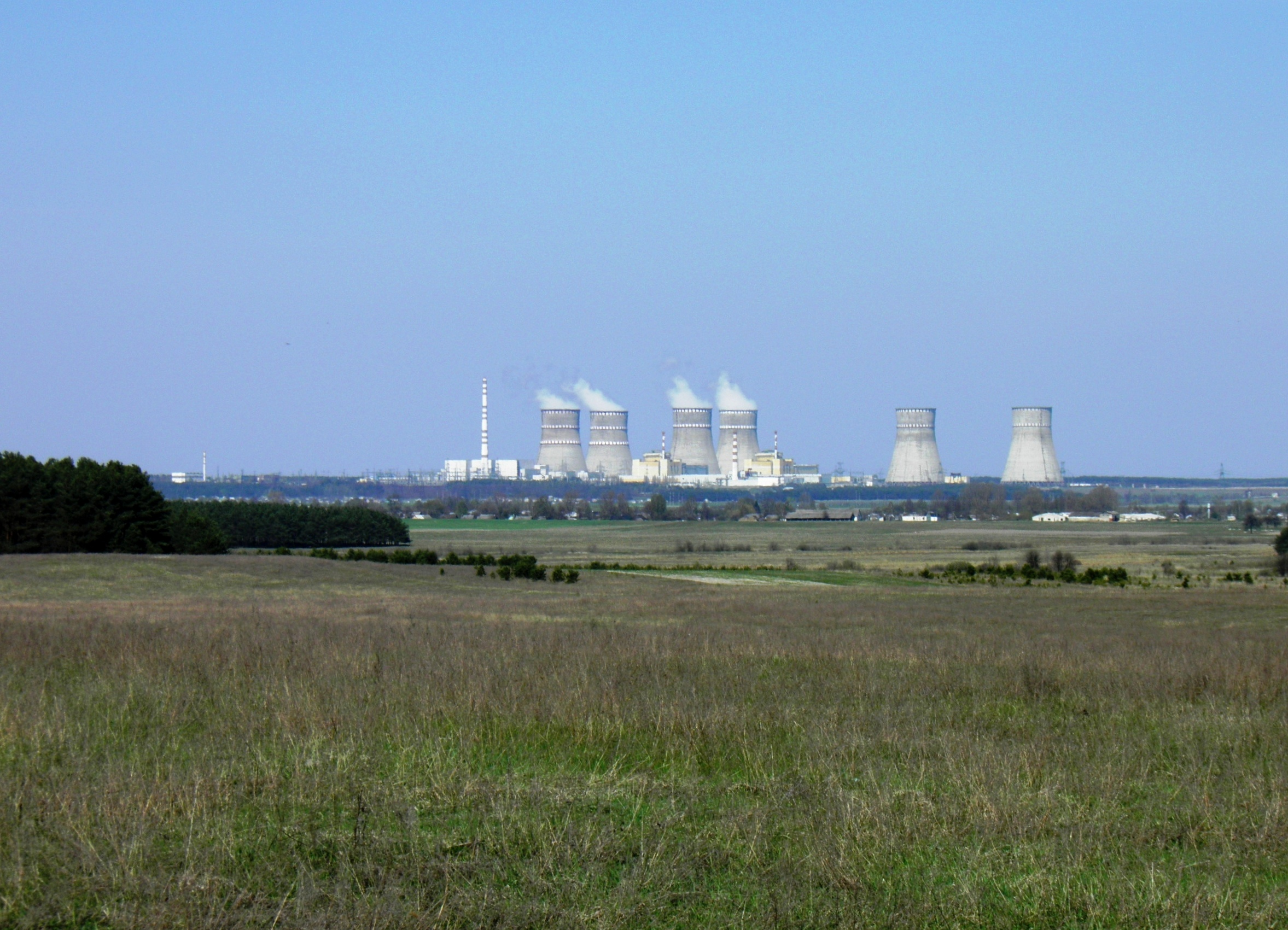
Вид на Рівненську АЕС
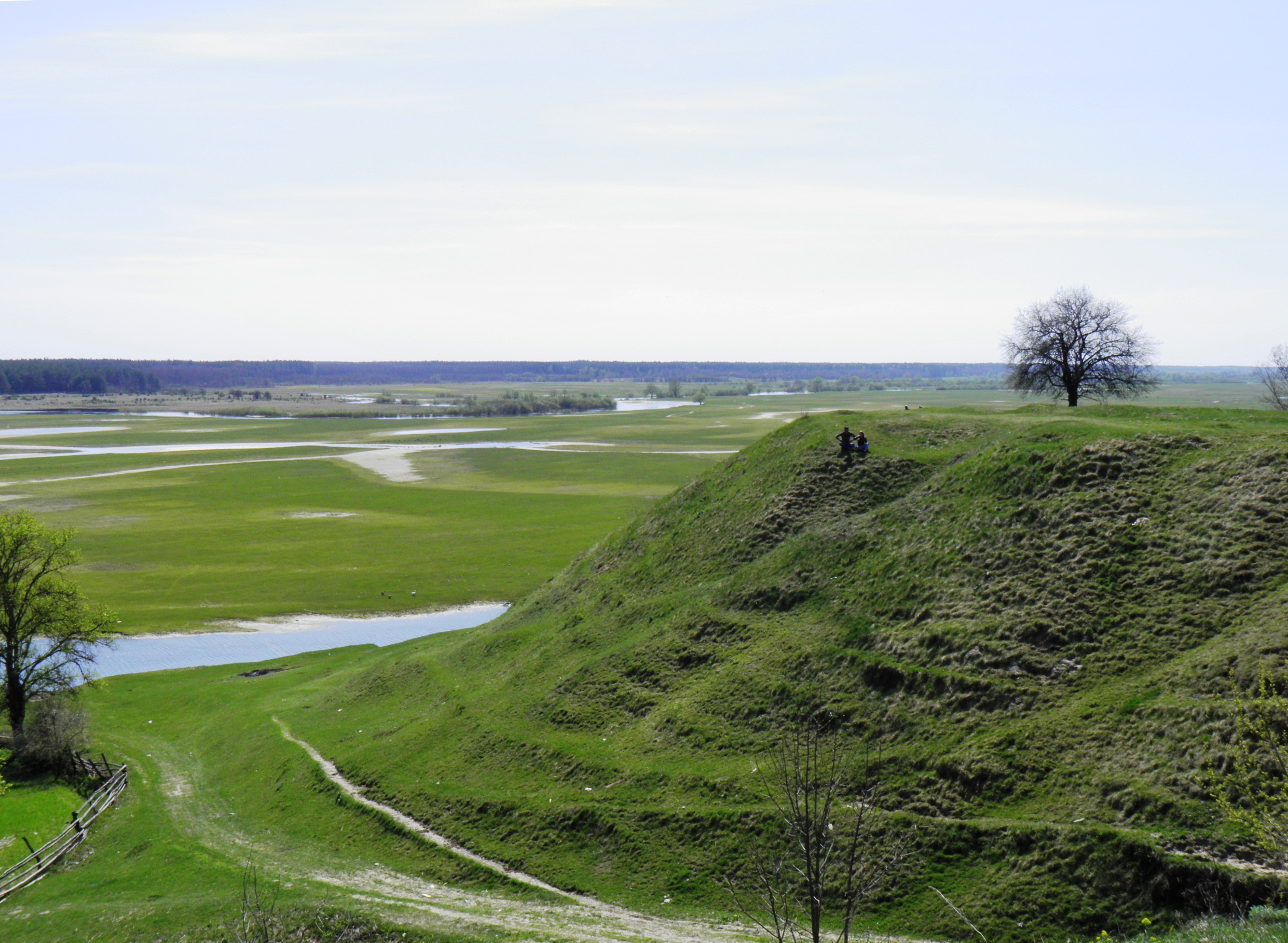
Городище в Старому Чорторийську
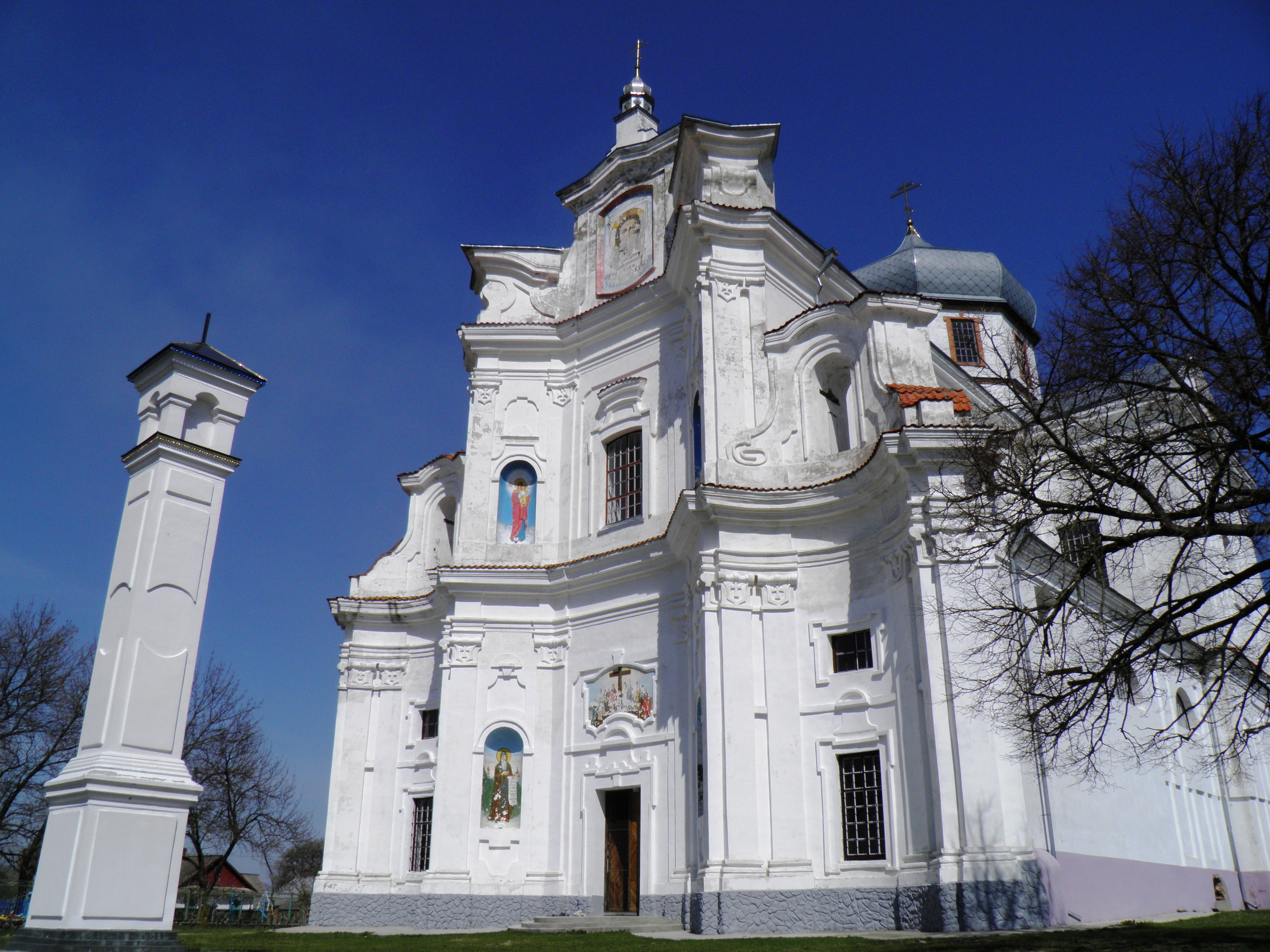
Колишній домініканський костел в Старому Чорторийську